# Tropas de Montanha Imperiais e Reais

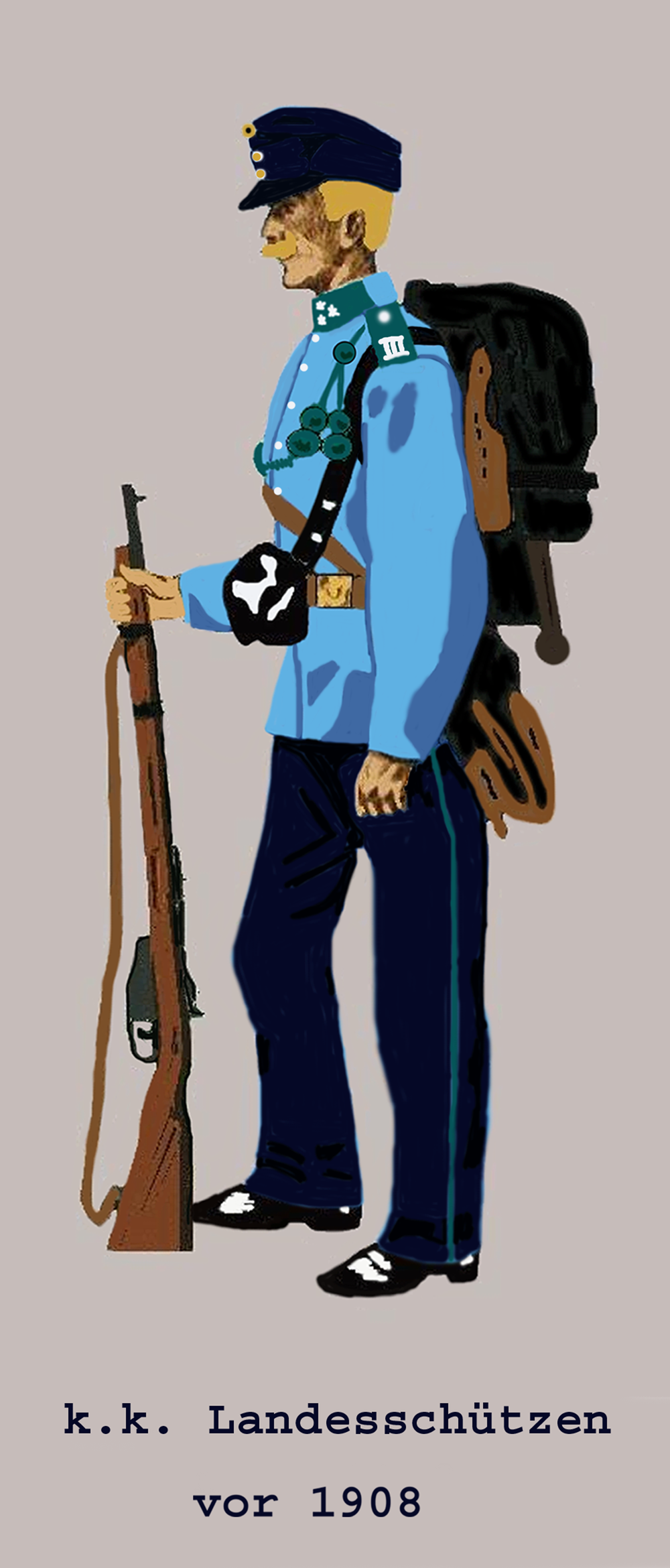
Soldado de infantaria de montanha

As Tropas de Montanha Imperiais e Reais (em alemão: Kaiserlich-königliche Gebirgstruppe) foram fundadas em 1906 como parte do Landwehr Austríaco, o exército territorial da metade Cisleitânia do Império Austro-Húngaro. 
Proposto em um memorando por Conrad von Hötzendorf, em fevereiro de 1906, o Ministério da Guerra em Viena convocou uma sessão sobre a segurança das fronteiras alpinas. O Marechal de Campo Tunk concordou com ele e apresentou um conceito, cujos fundamentos foram então postos em prática. 
Os regimentos de fuzileiros estaduais existentes seriam treinados como tropas de montanha e, junto com as companhias de patrulha de fronteira e departamentos de gendarmaria do Landsturm, formariam a espinha dorsal de uma força de defesa territorial com conhecimento local na fronteira do Tirol. 

## Formação e implantação em 1 de agosto de 1914
Em 1º de maio de 1906, os dois regimentos estaduais de rifles, com seus QGs estacionados em Bozen e Trient (hoje Bolzano e Trento, ambos na Itália), e a 4ª Infantaria Landwehr (Klagenfurt) foram nomeados como "tropas de alta montanha" (Hochgebirgstruppe) e, em 1909, um terceiro regimento estadual de rifles, com seu QG estacionado em Candido, foi adicionado. Em 1911, o quinto regimento seguiu: a 27ª Infantaria Imperial-Real Landwehr (Laibach). 
A área da cordilheira Carnic, na Caríntia, e os Alpes Julianos foram designados para o 4º Regimento de Infantaria Landwehr (Klagenfurt) e o 27º Regimento de Infantaria Landwehr (Ljubljana). Esses dois regimentos de infantaria, até então padrão, receberam o novo uniforme das tropas de montanha. A partir de 11 de abril de 1917, passaram a ter os nomes de 1º e 2º Regimentos de Rifles de Montanha. 

## Distintivos de classificação

Jaeger (Jäger)
Cabo Lanceiro (Patruillenführer)
Cabo (Unterjäger)
Cabo Mestre ou Sargento Lanceiro (Zugsführer)
Sargento (Oberjäger)
Sargento Cadete (Kadett-Feldwebel)  Cadete (Kadett) após 1908
Sargento (Stabsoberjäger) até 1914
Sargento (Stabsoberjäger) após 1914
Suboficial Cadete (Kadettoffiziersstellvertreter) até 1908
Alferes ou Oficial Cadete (Fähnrich) após 1908
Subtenente (Offiziersstellvertreter) após 1915
2º Tenente (Leutnant)
Tenente (Oberleutnant)
Capitão (Hauptmann)
Major (Major)
Tenente Coronel (Oberstleutnant)
Coronel (Oberst)